# Dennis Verheugd
Dennis Verheugd (Velsen, 1 mei 1972) is een Nederlandse radio-dj die voor Radio 10 werkt. Als zijn pseudoniem DJ Devious verzorgde hij vroeger remixprogramma's op 538 en bracht hij enkele platen uit.

## Levensloop
Verheugd zat op het Bonaventura College in Leiden. Zijn radio carrière begon in 1984 bij het Alkmaarse piratenstation Radio Miranda. In 1995 heeft hij in de maand februari Frits Spits mogen vervangen op Radio 3. Alvorens bij Radio 538 aan de slag te gaan heeft hij ook bij de stations Radio Leiderdorp, N44FM en VeronicaFM gewerkt.
Op Radio 538 presenteerde Verheugd dan een nachtprogramma en de wekelijkse Powermix. In maart 2007 stapt hij over naar Radio 10 Gold, een zender waar bijna alle dj's vanwege bezuinigingen ontslagen waren. Hier presenteert hij elke werkdag een programma van 10.00 tot 13.00 uur en op zaterdag van 16.00 uur tot 19.00 uur. Als gevolg van deze overstap stopt zijn nachtprogramma op Radio 538. Wel bleef hij met zijn Powermix iedere vrijdagavond van 21.00 tot 22.00 uur op 538 te beluisteren.
In juli 2013 werd bekendgemaakt dat Dennis Verheugd stopt met de Powermix en 538 ging verlaten. Verheugd werkte ook voor Radio 10 Gold, die ook van de 538 Groep behoort. Vlak daarna verliet Radio 10 Gold de 538 Groep en verhuisde Verheugd mee naar een nieuwe zender: 'Radio 10'.  Verheugd kon niet meer op twee radiostations tegelijk werken, waardoor hij zijn werkzaamheden op 538 moest stopzetten. Op 12 juli 2013 maakte Dennis Verheugd zijn laatste Powermix op 538. Sinds 19 juli 2013 heeft Niek van der Bruggen de Powermix overgenomen. Verheugd heeft zijn eigen weekendprogramma op Radio 10, elke zaterdag en zondag te horen tussen 16:00 en 19:00 uur. Daarnaast is hij sinds 2018 elke zaterdag op zondagnacht te horen met de Radio 10 Powermix tussen 00:00 en 02:00 uur. 
Dennis Verheugd is ook als stem te horen in diverse Walt Disney-dvd-trailers en was voice-over van het Talpa-tv-programma Entertainment Live.
Verheugd heeft vijf platen uitgebracht:
- Lil'motion – D-Groovy (een project samen met o.a. Armin van Buuren, nr. 3 in de Dance Chart).
- Devious – 4 your luv (nr. 10 in de Dance Chart).
- Devious – Love me right (heeft in de favoriete top 10 van Judge Jules gestaan).
- Gambit – D-Licious
- Devious – Luv this passion (een project samen met G-Spott).